# اچ‌ام‌ای‌اس پارکس
اچ‌ام‌ای‌اس پارکس (به انگلیسی: HMAS Parkes) یک کشتی بود که طول آن ۱۸۶ فوت (۵۷ متر) بود. این کشتی در سال ۱۹۴۳ ساخته شد.